# Championnats du monde de cyclisme sur route 2027
Navigation
2026 2028
Les championnats du monde de cyclisme sur route 2027, quatre-vingt-quatorzième édition des championnats du monde de cyclisme sur route, auront lieu du 24 août au 5 septembre 2027 dans le département de la Haute-Savoie en France.
Ces mondiaux seront organisés dans le cadre plus large des Championnats du monde de cyclisme UCI rassemblant tous les quatre ans, à partir de 2023 à Glasgow (Écosse), treize championnats du monde de cyclisme dans différentes disciplines (route, piste, VTT...).
En septembre 2022, l'Union cycliste internationale (UCI) attribue la 94e édition de ses championnats du monde à la France, 27 ans après Plouay (Morbihan) qui avait accueilli la 74e édition du 9 au 15 octobre 2000.
Il s'agira de la neuvième édition des championnats du monde de cyclisme sur route organisée en France après Versailles en 1924, Montlhéry (Essonne) en 1933, Reims (Marne) en 1947 puis 1958, Sallanches (Haute-Savoie) en 1964, Gap (Hautes-Alpes) en 1972, Sallanches à nouveau en 1980, Chambéry (Savoie) en 1989, et Plouay en 2000.